# 핀과 제이크의 어드벤처 타임 시즌 2
《핀과 제이크의 어드벤처 타임》의 두 번째 시즌은 2010년 10월 11일부터 2011년 5월 2일까지 미국 카툰 네트워크를 통해 방영되었다. 프레드레이터 스튜디오와 카툰 네트워크 스튜디오에서 제작한 이 작품은 종말 이후의 세상인 우 랜드에서 사는 인간 소년 핀과, 마법의 힘으로 몸의 크기와 모양을 자유자재로 변화시킬 수 있는 개 제이크의 모험을 다루고 있다. 
이번 시즌의 스토리보드 작가로 애덤 무토, 리베카 슈거, 켄트 오즈번, 솜빌레이 제이어폰, 콜 산체스, 벤턴 코너, 제시 모이니핸, 아코 카스투에라, 톰 허피치가 제작에 참여하였다. 
두 번째 시즌의 첫 번째 에피소드인 〈It Came from the Nightosphere〉는 200만 1천 명의 시청자 수를 기록했다. 지난 시즌의 첫 방영에 비해서는 감소했지만, 마지막 방영에 비해서는 소폭 상승을 보인 것이다. 이 시즌은 2011년 5월 9일에 〈Heat Signature〉를 끝으로 막을 내렸다. 197만 5천 명을 기록하면서 지난 시즌 마지막 에피소드에 비해 상승을 기록했다. 원래 클리프행어로 만들어진 〈Mortal Folly〉와 〈Mortal Recoil〉로 시즌을 마칠 예정이었지만 방영 계획의 문제로 〈Heat Signature〉가 제일 마지막으로 방영되었다. 2011년에 《어드벤처 타임》은 애니 상의 후보에, 에피소드 〈It Came from the Nightosphere〉는 프라임타임 에미상 ‘뛰어난 단편 애니메이션 프로그램’의 후보에 올랐지만 둘 다 수상에는 실패하였다. 시즌 방영이 끝난 2013년 6월 4일에는 두 번째 시즌의 모든 에피소드를 포함하는 DVD와 블루레이가 발매되었다.

## 개발

### 설정
이 작품은 종말 이후의 세상인 우 랜드에서 살고 있는 인간 소년 핀과, 마법의 개이자 핀의 의형제인 제이크의 모험을 다루고 있다. 그 외 주요 등장인물로는 캔디 왕국의 통치자인 버블검 공주, 악당이지만 어딘가 이상한 얼음 대왕, 록 음악을 좋아하는 뱀파이어 여왕 마르셀린 등이 있다. 주된 에피소드 전개로는 핀과 제이크가 이상한 생명체를 조사하거나 얼음 대왕으로부터 공주들을 보호하고, 다른 이들을 돕기 위해 괴물을 무찌르는 이야기 등이 있다. 몇몇 에피소드는 버블검 공주를 향한 핀의 짝사랑을 다루기도 한다.

### 제작
2010년 4월 5일 《어드벤처 타임》이 성공적인 데뷔를 한 후, 11분 분량의 26개의 에피소드로 구성된 두 번째 시즌의 제작이 곧바로 시작되었다. 2010년 8월 쯤에 두 번째 시즌의 집필이 완료되었고, 제작 스태프는 해외에 있는 스튜디오에서 애니메이션의 일부를 받아왔다. 첫 번째로 제작에 들어간 에피소드는 〈Loyalty to the King〉이지만 후에 제작이 일시적으로 보류가 되었고, 결국 해당 에피소드는 시즌의 세 번째 에피소드로 방영되었다. 대신 세 번째로 제작된 〈It Came from the Nightosphere〉가 첫 에피소드로 방영되었다. 카툰 네트워크가 두 번째 시즌이 시작될 것이라고 알릴 당시, 에피소드 제작이 완전히 끝난 상황이 아니었다.. 프레드레이터의 공식 사이트에서 에릭 호만(Eric Homan)은 “시즌 2로 넘어가기 전에 몇 개의 에피소드를 사전에 미리 제작을 하기를 원했지만, 나는 관여할 수 없는 일이었다.”라고 말했다. 〈It Came from the Nightosphere〉은 리베카 슈거가 처음으로 스토리보드 제작에 참여한 에피소드이다. 해당 에피소드에 대한 허가를 카툰 네트워크에서 받을 때, 펜들턴 워드와 리베카 슈거는 에피소드에 쓰인 곡인 〈Fry Song〉을 직접 불렀다. 방송국에서는 긍정적인 반응을 보였지만, 리베카 슈거는 후에 그 경험이 “정말로 겁이 났었다.”라고 표현했다.
이번 시즌의 제작은 첫 번째 시즌과 유사하게 이루어졌다. 작가들이 이야기를 정하고 나면 에피소드의 주요 아이디어들은 두세 쪽의 밑그림으로 만들어진다. 그 후 스토리보드 아티스트에게 넘겨진다. 에피소드의 제작 및 채색은 캘리포니아주의 버뱅크에서 이루어진다. 또한 대한민국의 러프 드래프트 코리아와 새롬 애니메이션에서도 제작한다. 대부분의 에피소드는 손으로 그린 뒤 컴퓨터로 합성하는 방법으로 제작되지만, 이번 시즌에서는 다른 방식을 택한 편이 있다. 열여섯 번째 에피소드 〈Guardians of Sunshine〉에서는 8비트 비디오 게임 형식의 3D 영상이 잠시 등장하였다. 해당 부분은 애니메이터인 케 지앙(Ke Jiang)이 단독으로 제작했다.
애덤 무토, 리베카 슈거, 켄트 오즈번, 솜빌레이 제이어폰(Somvilay Xayaphone), 콜 산체스, 벤턴 코너(Benton Connor), 제시 모이니핸, 아코 카스투에라, 톰 허피치가 스토리보드 제작에 참여했다. 벤턴 코너는 《이상한 바다의 플랩잭》 제작을 막 마치고 《레귤러 쇼》에 바로 참여하게 된 상황이었다. 그러나 스케줄 연기로 인해 《어드벤처 타임》의 에피소드에 참여할 여유가 생겨 프리랜서로 제작에 참여하게 되었다. 이 시즌은 카툰 네트워크 스튜디오와 프레드레이터 스튜디오가 제작하였다. 또한 크리에이티브 감독인 패트릭 맥헤일이 모든 에피소드에 참여하는 마지막 시즌이었다. 맥헤일은 세 번째 시즌 초반 스토리 담당으로 일부 제작에 관여했지만, 시즌 1·2 때와 비교하여 참여 횟수가 훨씬 줄게 된다.

## 출연진

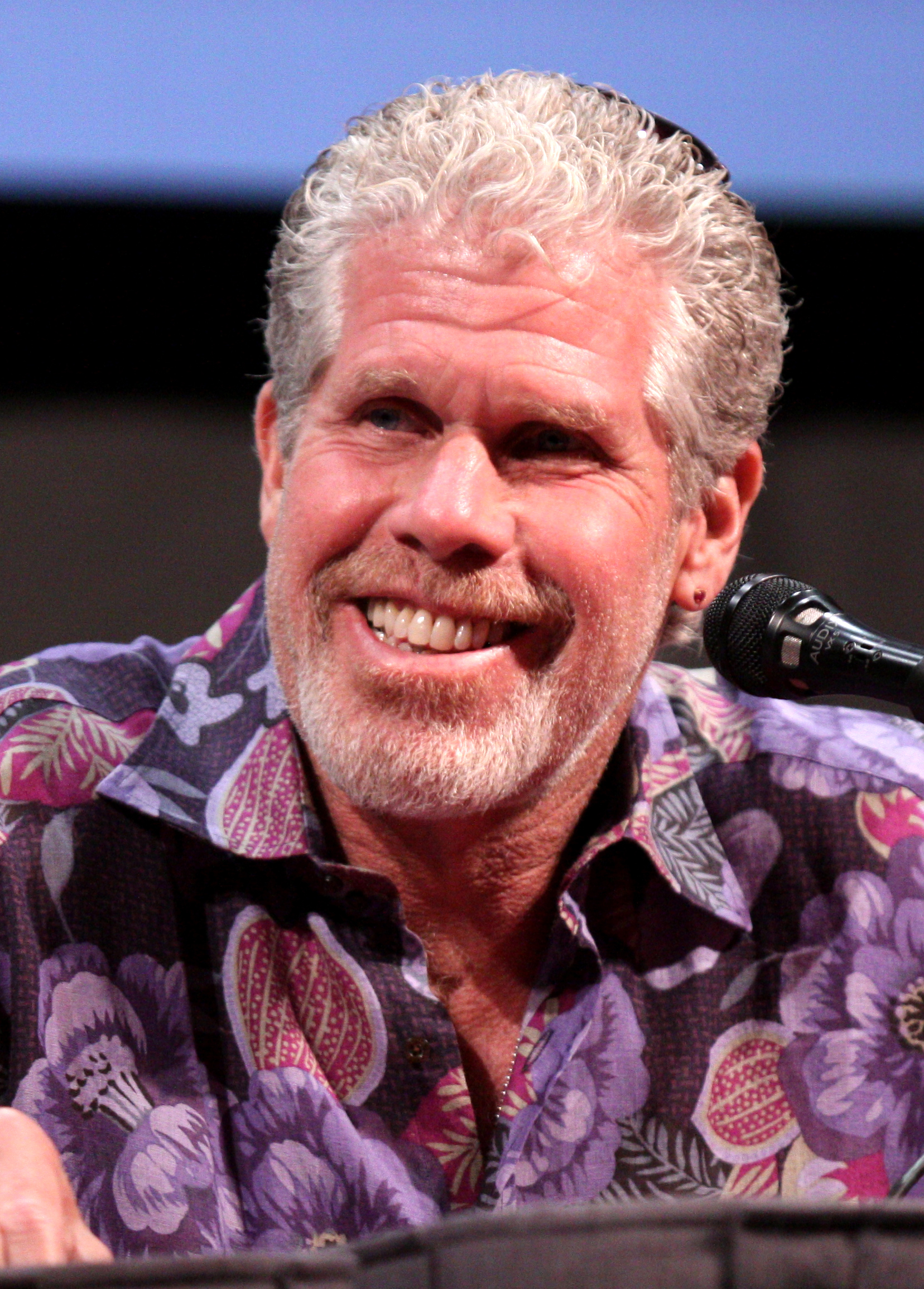
리치의 성우를 맡은 론 펄먼.

작품에 참여한 성우에는 제러미 셰이다(핀 역), 존 디마지오(제이크 역), 톰 케니(얼음 대왕 역), 힌든 월치(버블검 공주 역), 올리비아 올슨(마르셀린 역) 등이 있다. 제작자 워드는 직접 여러 등장인물을 맡았는데, 대표적으로 울룩불룩 공주가 있다. 전 스토리보드 아티스트인 니키 양은 핀과 제이크의 비디오 게임기인 비모와 제이크의 여자 친구 무지개콘 역할을 맡았다. 워드의 어머니 베티 워드(Bettie Ward)의 친구인 폴리 루 리빙스턴(Polly Lou Livingston)은 코가손 역할을 맡았다. 이 시즌에서는 작품의 주요 악당인 리치(The Lich)가 처음 등장하였다. 리치의 목소리는 론 펄먼이 맡았다. 성우들의 더빙은 등장인물들 간에 자연스러운 녹음을 위해서 모든 성우가 함께 모여 이루어진다. 힌든 월치는 이러한 녹음 형태에 대해 “실제 작품 속에서 연극을 하기 위해 대본을 낭독하는 것 같다.”라고 말했다.
게스트 성우들이 주요 등장인물 외 조연으로 잠시 나오는 등장인물들의 역할을 맡기도 하였다. 〈It Came from the Nightosphere〉에서는 올리비아 올슨의 실제 아빠인 마틴 올슨이 마르셀린의 아빠 헌슨 애버디어(Hunson Abadeer)의 목소리를 담당했다. 피터 스토메어에는 〈Blood Under the Skin〉에서 슬라이서 경(Sir Slicer)으로 등장하였다. 〈Storytelling〉에서는 샘 마린(Sam Marin)이 십대 곰(Teenaged Bear) 역할을 맡았다. 래퍼 비즈 마키는 〈Slow Love〉에서 스놀락(Snorlock)을 연기하였다. 폴 루벤스는 〈Power Animal〉에서 놈의 지도자 역할을 담당했다. 스티븐 루트는 〈The Other Tarts〉에서 왕실 타르트 운반꾼(Royal Tart Toter) 역할을 맡았다. 서럽 밴 오먼은 〈To Cut a Woman's Hair〉에서 나무 마녀(Tree Witch)의 목소리를 담당했다. 코미디언 멀린다 힐은 〈The Chamber of Frozen Blades〉에서 프린세스 의사(Doctor Princess) 역할을 맡았다. 헨리 롤린스와 로라 실버맨은 〈Her Parents〉에서 무지개콘의 부모님 역할을 맡았다. 〈The Silent King〉에서는 마이클 J. 앤더슨이 왕실 대신인 거미(Gummy) 역할을 맡았다. 미겔 페러는 〈Death in Bloom〉에서 사신(Death)을 연기하였는데, 후에 네 번째 시즌 〈Sons of Mars〉에 다시 출연한다. 재키 부스카리노(Jackie Buscarino)는 〈Susan Strong〉에서 힘센 수잔의 목소리를 담당했다. 〈Belly of the Beast〉에서는 앤디 샘버그가 파티 팻(Party Pat)을 맡았다. 〈Mortal Recoil〉에서는 이사벨라 에이커스가 어린 버블검 공주를 담당했다. 에이커스는 세 번째 시즌 에피소드 〈Too Young〉에서 다시 해당 역할을 맡는다. 마지막 에피소드인 〈Heat Signature〉에서는 브라이언 바움가트너, 토비 허스, 케이트 미쿠치가 마르셀린의 유령 친구로 출연하였다. 그 외 다른 작은 역할을 맡은 성우로는 디 브래들리 베이커, 마리아 뱀퍼드, 스티브 리틀, 켄트 오즈번 등이 있다.

## 방영 및 반응

### 시청자 수
2010년 10월 11일 방영된 첫 에피소드인 〈It Came from the Nightosphere〉는 2백만 1천 명의 시청자 수를 기록했다. 이는 250만 명이 시청한 첫 시즌 첫 에피소드에 비하면 감소한 수치지만, 177만 명을 기록한 첫 시즌 마지막 편과 비교했을 때는 증가한 값이다. 또한 동일한 시간대의 이전 해 방영 프로그램보다 시청자 수 증가를 보였는데, 6~11세 연령대에서 732,000명이 시청하며 작년 대비 35%의 상승을 기록하였다. 세 번째 에피소드인 〈Loyalty to the King〉은 254만 1천 명을 기록하면서 시즌 내에서 최고 시청자 수를 보였다. 마지막 에피소드 〈Heat Signature〉는 197만 5천 명을 기록하였다. 원래 이번 시즌은 클리프행어로 제작된 2부작 에피소드인 〈Mortal Folly〉와 〈Mortal Recoil〉로 마칠 예정이었지만, 방영 계획의 문제로 〈Heat Signature〉가 대신 마지막으로 방영되었다.

### 평가 및 수상
첫 에피소드인 〈It Came from the Nightosphere〉는 대체로 호평을 받았다. 《DVD 토크》(DVD Talk)의 타일러 포스터(Tyler Foster)는 마르셀린과 그의 아빠 사이의 갈등이 다루어지는 방식과 그 도중에 나온 펭귄에 관한 개그가 좋았다고 의견을 밝혔다. 또한 “내 의견으로는 어떤 에피소드에 노래가 들어가던 플러스 요소가 될 것이다.”라고 말했다. 《MTV Geek》의 찰스 웨브(Charles Webb)는 동명의 DVD에 수록된 에피소드 중에서 이 편이 ‘최고의 하이라이트’라고 칭했다. IGN의 작가 매트 파울러(Matt Fowler)는 이 에피소드를 가리켜 ‘명작’(classic)이라는 표현을 사용했다.
《벅스 카운티 쿠리어 타임스》(Bucks County Courier Times)에서는 ‘2010년 최고 그리고 최악’의 후보 중 ‘최고의 애니메이션 프로그램’ 부문에 《어드벤처 타임》을 올렸다. 《헌츠빌 이그재미너》(Huntsville Examiner)의 패트릭 브로드낵스(Patrick Broadnax)는 ‘가장 과소평가된 텔레비전 프로그램’ 중 하나로 《어드벤처 타임》을 꼽았다. 두 번째 시즌 방영 도중 브로드낵스는 “(카툰 네트워크)의 가장 멋진 결정 중 하나이다.”라고 평가했다. 덧붙여 “90년대 만화가 보여준 매력을 갖고 있다.”라고 말했으며, “바보 같으면서도 다양한 재미 덕분에 모두가 웃을 수 있다.”라고 말을 마쳤다. 《DVD 토크》의 타일러 포스터는 두 번째 시즌 블루레이 리뷰에서 ‘적극 추천’이라는 평을 내렸다. 특히 〈Power Animal〉, 〈Death in Bloom〉, 〈Crystals Have Power〉, 〈Her Parents〉을 최고의 에피소드로 뽑았다. 포스터는 영상에 약간의 에일리어싱이 있었던 점을 지적하기도 하였으나, 코멘터리 영상에 대해서는 칭찬하였다.
《어드벤처 타임》은 애니상 ‘어린이를 위한 최고의 텔레비전 애니메이션 제작’(Best Animated Television Production for Children) 후보에 올랐다. 또한 에피소드 〈It Came from the Nightosphere〉는 2011년 프라임타임 에미상 ‘뛰어난 단편 애니메이션 프로그램’(Outstanding Short-format Animated Program)의 후보에 오르기도 하였다. 후보에 오른 두 상 모두 수상에는 실패하였다.

## 에피소드 목록
| 전체 번호 | 시즌 번호 | 제목 한국어판 제목                             | 감독                                       | 작가                           | 본 방송 날짜     | 한국 방송 날짜   | 제작 번호 | 시청자 수 (100만) |
| --- | --------- | ---------------------------------------------- | ------------------------------------------ | ------------------------------ | ---------------- | ---------------- | --------- | ----------------- |
| 27 | 1         | "It Came from the Nightosphere" "아빠와 딸"    | 래리 레이클리터d 패트릭 맥헤일c            | 애덤 무토, 리베카 슈거         | 2010년 10월 11일 | 2011년 9월 16일  | 1002-029  | 2.001             |
| 핀(성우: 제러미 셰이다)은 마르셀린(성우: 올리비아 올슨)이 자신의 아빠에 대한 감정을 담은 노래를 부르는 것을 듣고, 마르셀린의 아빠(성우: 마틴 올슨)를 밤의 영역에서 불러 둘을 화해시키려고 한다. 그러나 마르셀린의 아빠는 우 랜드로 도망쳐 생명체들의 영혼을 빨아들이고, 핀은 그를 멈추기 위해 뒤를 쫓는다.                                                                                     |           |                                                |                                            |                                |                  |                  |           |                   |
| 28 | 2         | "The Eyes" "지켜보는 눈"                       | 래리 레이클리터d 패트릭 맥헤일, 콜 산체스c | 켄트 오즈번, 솜빌레이 제이어폰 | 2010년 10월 18일 | 2011년 9월 16일  | 1002-031  | 2.264             |
| 핀과 제이크(성우: 존 디마지오)가 집 앞 언덕에 나타나 자신들을 쳐다보는 이상한 말을 내쫓기 위해 온갖 수단을 동원하게 된다. 말은 사실 얼음 대왕(성우: 톰 케니)이 변장한 것이었고, 핀과 제이크처럼 행복해지는 법이 궁금하여 지켜본 것이라고 고백한다. |           |                                                |                                            |                                |                  |                  |           |                   |
| 29 | 3         | "Loyalty to the King" "충성의 맹세"            | 래리 레이클리터d 패트릭 맥헤일c            | 켄트 오즈번, 솜빌레이 제이어폰 | 2010년 10월 25일 | 2011년 9월 16일  | 1002-027  | 2.541             |
| 자신이 납치한 공주가 핀과 제이크에 의해 도망갔다는 사실을 안 얼음 대왕이 좌절감에 턱수염을 밀게 된다. 그러나 턱수염을 깎자 자신을 못 알아본 다른 공주들에게 인기가 많아지고 얼음 대왕은 자신을 나이스 킹(Nice King)이라고 소개하게 된다. |           |                                                |                                            |                                |                  |                  |           |                   |
| 30 | 4         | "Blood Under the Skin" "전설 속 갑옷을 찾아서" | 래리 레이클리터d 패트릭 맥헤일c            | 벤턴 코너, 콜 산체스           | 2010년 11월 1일  | 2011년 9월 16일  | 1002-028  | 1.952             |
| 작은 가시에 찔린 핀은 손가락에 골무를 끼게 된다. 자랑을 하던 핀은 슬라이서 경(성우: 피터 스토메어)에게 망신을 당하고, 젤더런의 마법 갑옷을 구하러 떠난다. |           |                                                |                                            |                                |                  |                  |           |                   |
| 31 | 5         | "Storytelling" "이야기꾼"                      | 래리 레이클리터d 패트릭 맥헤일, 콜 산체스c | 아코 카스투에라, 톰 허피치     | 2010년 11월 8일  | 2011년 9월 23일  | 1002-030  | 2.148             |
| 몸이 아픈 제이크를 위해 핀은 제이크의 기분을 더 좋게 해줄 이야기를 구하러 모험을 떠난다. 재미있는 이야기를 지어내려던 핀은 숲 속 동물들을 괴롭히게 되고, 화난 동물들에 의해 죽을 위기에 처하게 된다. |           |                                                |                                            |                                |                  |                  |           |                   |
| 32 | 6         | "Slow Love" "느림보 사랑"                      | 래리 레이클리터d 패트릭 맥헤일, 콜 산체스c | 벤턴 코너, 콜 산체스           | 2010년 11월 15일 | 2011년 9월 23일  | 1002-032  | 2.090             |
| 핀과 제이크의 나무 집에 쳐들어온 거대 달팽이 스놀락(성우: 비즈 마키)은 자신에게 여자 친구가 필요하다고 말한다. 나무 집을 자기 껍질로 삼은 스놀락에게서 집을 되돌려 받기 위해 둘은 어쩔 수 없이 스놀락을 도와주게 된다. 제이크는 곧 스놀락이 사실 달팽이가 아니라 민달팽이고, 이 때문에 달팽이를 사귈 수 없다는 사실을 깨닫게 된다.                                                             |           |                                                |                                            |                                |                  |                  |           |                   |
| 33 | 7         | "Power Animal" "멈추지 않는 에너지"            | 래리 레이클리터d 패트릭 맥헤일, 콜 산체스c | 애덤 무토, 리베카 슈거         | 2010년 11월 22일 | 2011년 9월 23일  | 1002-033  | 2.228             |
| 핀이 세상을 뒤집으려는 음모를 가진 지하 세계의 사악한 놈들(성우: 폴 루벤스)에게 납치를 당하게 된다. 제이크는 핀을 찾으려고 하지만 자꾸 다른 것들에 눈길이 가게 된다. |           |                                                |                                            |                                |                  |                  |           |                   |
| 34 | 8         | "Crystals Have Power" "크리스탈의 힘"          | 래리 레이클리터d 패트릭 맥헤일, 콜 산체스c | 제시 모이니핸, 콜 산체스       | 2010년 11월 29일 | 2011년 9월 23일  | 1002-036  | 2.002             |
| 핀과 제이크가 크리스털 차원에 들어가게 되고, 크리스털 생명체들은 핀 역시 크리스털 인간으로 만들려고 하게 된다. 사실 이 영역은 첫 번째 시즌 "Tree Trunks"에서 사라진 코가손(성우: 폴리 루 리빙스턴)이 지배하고 있었다. 제이크는 크리스털 차원에 갇혀 정신이 나간 코가손을 구하고, 핀과 함께 현실 세계로 돌아온다.                                                                               |           |                                                |                                            |                                |                  |                  |           |                   |
| 35 | 9         | "The Other Tarts" "왕실 타르트"                | 래리 레이클리터d 패트릭 맥헤일, 콜 산체스c | 아코 카스투에라, 톰 허피치     | 2011년 1월 3일   | 2011년 9월 30일  | 1002-038  | 정보 없음         |
| 핀과 제이크는 매년 열리는 왕실 등 주무르기 의식을 위한 귀한 타르트를 옮기라는 버블검 공주(성우: 힌든 월치)의 임무를 수행하게 된다. 둘은 위험한 길로 가면 타르트를 훔치려는 강도가 없을 것이라는 생각에 그 길로 향하고 여러 난관에 부딪힌다. |           |                                                |                                            |                                |                  |                  |           |                   |
| 36 | 10        | "To Cut a Woman's Hair" "여인의 머리칼"        | 래리 레이클리터d 패트릭 맥헤일, 콜 산체스c | 켄트 오즈번, 솜빌레이 제이어폰 | 2011년 1월 10일  | 2011년 9월 30일  | 1002-035  | 1.886             |
| 머리가 벗겨진 나무 마녀(성우: 서럽 밴 오먼)로부터 제이크를 구하기 위해 핀은 버블검 공주의 머리카락을 훔치려 노력한다. 힘들게 몇 가닥을 얻은 후 마녀에게 가져다주지만, 마녀는 머리카락이 사탕이라는 이유로 거절한다. 결국 핀은 자신의 긴 금발 머리를 마녀에게 잘라주게 된다. |           |                                                |                                            |                                |                  |                  |           |                   |
| 37 | 11        | "The Chamber of Frozen Blades" "닌자의 방"     | 래리 레이클리터d 패트릭 맥헤일, 콜 산체스c | 애덤 무토, 리베카 슈거         | 2011년 1월 17일  | 2011년 9월 30일  | 1002-037  | 정보 없음         |
| 닌자에 푹 빠진 핀과 제이크는 얼음 대왕이 공주를 납치해 올 것이라고 생각하고 얼음 왕국에서 그를 기다린다. 그러다가 닌자 용품으로 가득찬 얼음 대왕의 비밀 방을 찾게 된다. |           |                                                |                                            |                                |                  |                  |           |                   |
| 38 | 12        | "Her Parents" "무지개콘의 부모님"              | 래리 레이클리터d 패트릭 맥헤일, 콜 산체스c | 아코 카스투에라, 톰 허피치     | 2011년 1월 24일  | 2011년 9월 30일  | 1002-034  | 2.177             |
| 제이크는 무지개콘(성우: 니키 양)에게 그녀의 부모님(성우: 헨리 롤린스, 로라 실버맨)에게 자신을 소개하겠다고 약속을 하게 되어 불안해 한다. 개와 레이니콘 두 종족 사이의 긴 전쟁을 겪은 역사가 있기 때문이다. 제이크는 자신이 개인 것을 숨기기 위해 레이니콘처럼 변장을 하지만 결국 들통나게 된다.                                                                                                |           |                                                |                                            |                                |                  |                  |           |                   |
| 39 | 13        | "The Pods" "마법 콩 세 알"                     | 래리 레이클리터d 패트릭 맥헤일, 콜 산체스c | 켄트 오즈번, 솜빌레이 제이어폰 | 2011년 1월 31일  | 2011년 10월 7일  | 1002-039  | 1.944             |
| 핀과 제이크는 마법 콩 세 알을 지키라는 임무를 받게 된다. 그 중 콩 두 알은 착한 콩이고, 나머지 하나는 사악한 콩이라는 말을 들은 둘은 콩들을 차례로 심어 나쁜 콩이 자라나면 바로 없애기로 결정한다. |           |                                                |                                            |                                |                  |                  |           |                   |
| 40 | 14        | "The Silent King" "손 하나 까딱하지 않는 왕"   | 래리 레이클리터d 패트릭 맥헤일, 콜 산체스c | 제시 모이니핸, 콜 산체스       | 2011년 2월 7일   | 2011년 10월 7일  | 1002-040  | 정보 없음         |
| 핀이 왕이 되어달라는 고블린들의 부탁에 그들의 왕이 된다. 그러나 이상한 왕실 규칙으로 인해 핀은 점점 싫증이 나게 된다. |           |                                                |                                            |                                |                  |                  |           |                   |
| 41 | 15        | "The Real You" "진짜 모습 그대로"              | 래리 레이클리터d 패트릭 맥헤일, 콜 산체스c | 애덤 무토, 리베카 슈거         | 2011년 2월 14일  | 2011년 10월 7일  | 1002-041  | 1.825             |
| 버블검 공주의 과학 바비큐 파티에서 연설을 하게 된 핀은 똑똑하게 보이기 위한 방법을 찾는다. 그러다 범생이 안경을 구해 쓴 핀은 실수로 블랙홀을 만들게 된다. |           |                                                |                                            |                                |                  |                  |           |                   |
| 42 | 16        | "Guardians of Sunshine" "게임 속으로"          | 래리 레이클리터d 패트릭 맥헤일, 콜 산체스c | 아코 카스투에라, 톰 허피치     | 2011년 2월 21일  | 2011년 10월 7일  | 1002-042  | 1.729             |
| 핀과 제이크가 비모(성우: 니키 양)의 게임 속에 갇히고, 게임 내 보스들을 무찔러야만 하게 된다. 둘은 실수로 게임 세계에서 빠져나오지만, 보스들도 함께 따라와 비모를 없애려고 시도한다. |           |                                                |                                            |                                |                  |                  |           |                   |
| 43 | 17        | "Death in Bloom" "공주 식물을 구하라"          | 래리 레이클리터d 패트릭 맥헤일, 콜 산체스c | 제시 모이니핸, 콜 산체스       | 2011년 2월 28일  | 2011년 10월 14일 | 1002-044  | 1.981             |
| 공주의 식물을 돌보라는 부탁을 받은 핀과 제이크는 결국 식물을 죽게 만든다. 둘은 죽음의 땅에서 식물의 영혼을 되찾으려 길을 떠난다. 물을 마시지 말라는 페퍼민트 집사(성우: 스티브 리틀)의 말을 듣지 못한 제이크는 물을 마셔 기억을 잊게 되고, 핀은 사신(성우: 미겔 페러)과의 음악 대결에서 지게 된다. 그러나 사신은 페퍼민트 집사와 친구였고, 사신은 공주 풀과 함께 둘을 현실 세계로 돌려 보낸다. |           |                                                |                                            |                                |                  |                  |           |                   |
| 44 | 18        | "Susan Strong" "힘센 수잔"                     | 래리 레이클리터d 패트릭 맥헤일, 콜 산체스c | 애덤 무토, 리베카 슈거         | 2011년 3월 7일   | 2011년 10월 14일 | 1002-045  | 2.378             |
| 핀은 캔디 왕국 근처 지하에 인간으로 보이는 종족을 발견하게 된다. 그 중 한 명인 힘센 수잔(성우: 재키 버스커리노)에게 바깥 세상에 대해 가르쳐 주게 된다. |           |                                                |                                            |                                |                  |                  |           |                   |
| 45 | 19        | "Mystery Train" "이상한 기차"                  | 래리 레이클리터d 패트릭 맥헤일, 콜 산체스c | 켄트 오즈번, 솜빌레이 제이어폰 | 2011년 3월 14일  | 2011년 10월 14일 | 1002-043  | 1.958             |
| 핀의 열세 번째 생일을 맞아 제이크는 핀과 함께 기차 여행을 가게 된다. 그러나 기차에서 계속해서 수상한 살인 사건이 발생하고, 핀은 범인을 찾으려고 한다. |           |                                                |                                            |                                |                  |                  |           |                   |
| 46 | 20        | "Go with Me" "나랑 영화 보러 갈래?"            | 래리 레이클리터d 패트릭 맥헤일, 콜 산체스c | 아코 카스투에라, 톰 허피치     | 2011년 3월 28일  | 2011년 10월 14일 | 1002-046  | 1.270             |
| 마르셀린과 제이크는 핀이 버블검 공주와 영화를 볼 수 있도록 도와주게 된다. 로맨틱한 제이크와 거친 마르셀린의 방법이 모두 실패하자, 핀은 마르셀린과 친구로서 함께 영화를 보러 가게 된다. |           |                                                |                                            |                                |                  |                  |           |                   |
| 47 | 21        | "Belly of the Beast" "괴물의 뱃속"             | 래리 레이클리터d 패트릭 맥헤일, 콜 산체스c | 켄트 오즈번, 솜빌레이 제이어폰 | 2011년 4월 4일   | 2011년 10월 31일 | 1002-047  | 1.640             |
| 거인의 복통을 멈추기 위해 핀과 제이크는 거인의 배 속에서 파티를 여는 곰들을 멈추려 하게 된다. 둘은 곰들의 리더인 파티 팻(성우: 앤디 샘버그)을 설득하고, 용암이 배 속으로 들이닥치기 전에 모두를 구출해낸다. |           |                                                |                                            |                                |                  |                  |           |                   |
| 48 | 22        | "The Limit" "미로 찾기"                        | 래리 레이클리터d 패트릭 맥헤일, 콜 산체스c | 제시 모이니핸, 콜 산체스       | 2011년 4월 11일  | 2011년 10월 31일 | 1002-048  | 1.693             |
| 핀과 제이크는 미로 중심에 소원을 들어주는 동물을 만나러 모험을 떠난다. 제이크는 핀을 미로 중심으로 데려다주기 위해 몸을 늘이고, 너무 늘린 나머지 죽을 위기에 처한다. |           |                                                |                                            |                                |                  |                  |           |                   |
| 49 | 23        | "Video Makers" "레디, 액션!"                   | 래리 레이클리터d 패트릭 맥헤일, 콜 산체스c | 켄트 오즈번, 솜빌레이 제이어폰 | 2011년 4월 18일  | 2011년 10월 31일 | 1002-051  | 1.733             |
| 핀과 제이크는 자신들의 영화 클럽을 위한 영화를 만들기로 결정한다. 하지만 제이크는 로맨틱 코미디를 원한 반면, 핀은 모험과 액션 영화를 원해 둘 사이의 의견을 서로 맞추지 못한다. 결국 비모는 둘이 서로 싸우면 안 된다는 영화를 만들어 모두에게 보여주고, 둘을 화해시킨다. |           |                                                |                                            |                                |                  |                  |           |                   |
| 50 | 24        | "Mortal Folly" "악당 리치의 귀환"              | 래리 레이클리터d 패트릭 맥헤일, 콜 산체스c | 애덤 무토, 리베카 슈거         | 2011년 5월 2일   | 2011년 10월 31일 | 1002-049  | 1.920             |
| 핀과 제이크는 리치(성우: 론 펄먼)를 막으려는 임무를 받아 길을 떠나지만, 얼음 대왕이 나타나 자꾸 일을 방해하게 된다. 핀은 리치를 처리하고, 얼음 대왕은 실수로 버블검 공주를 리치의 우물에 빠뜨린다. |           |                                                |                                            |                                |                  |                  |           |                   |
| 51 | 25        | "Mortal Recoil" "되살아난 버블검"              | 래리 레이클리터d 패트릭 맥헤일, 콜 산체스c | 제시 모이니핸, 콜 산체스       | 2011년 5월 2일   | 2011년 10월 31일 | 1002-052  | 1.920             |
| 버블검 공주는 리치의 우물에 빠진 뒤 급히 병원으로 실려간다. 하지만 리치의 영혼이 버블검 공주를 장악하고, 핀과 제이크는 얼음 대왕과 함께 리치를 멈추려 한다. 산산조각난 버블검 공주는 다시 병원으로 실려가고, 캔디 조각이 모자란 나머지 버블검은 13살의 나이로 다시 살아난다. |           |                                                |                                            |                                |                  |                  |           |                   |
| 52 | 26        | "Heat Signature" "뱀파이어 되기"               | 래리 레이클리터d 패트릭 맥헤일, 콜 산체스c | 아코 카스투에라, 톰 허피치     | 2011년 5월 9일   | 2011년 10월 31일 | 1002-050  | 1.975             |
| 마르셀린은 핀과 제이크에게 자신들이 뱀파이어가 되었다고 믿게 장난을 친다. 그러나 마르셀린의 유령 친구들은 둘에게 장난을 심하게 치고, 둘을 정말로 죽이려고 한다. |           |                                                |                                            |                                |                  |                  |           |                   |

- ^d 감독(Director)
- ^c 크리에이티브 감독(Creative director)

### 홈 미디어
워너 홈 비디오가 지역 코드 1, 지역 코드 2 형식의 여러 DVD 시리즈를 발매하였다. 《My Two Favorite People》, 《It Came from the Nightosphere》, 《Jake vs. Me-Mow》, 《Fionna and Cake》, 《The Suitor》, 《Princess Day》, 《The Enchiridion》이 두 번째 시즌의 일부 에피소드를 포함하여 발매되었다. 2013년 6월 4일에는 두 번째 시즌의 모든 에피소드를 담은 DVD와 블루레이 디스크가 발매되었다.
| 《Adventure Time: The Complete Second Season》                                     |                                                                                    |                                                                        |                                                                        |
| 세부 정보                                                                          | 세부 정보                                                                          | 특별 부록                                                              | 특별 부록                                                              |
| - 에피소드 26편 - 디스크 2개 구성 - 1.78:1 종횡비 - 영어 자막 - 돌비 스테레오 지원 | - 에피소드 26편 - 디스크 2개 구성 - 1.78:1 종횡비 - 영어 자막 - 돌비 스테레오 지원 | - 모든 에피소드에 대한 코멘터리 - 펜들턴 워드의 성우진과 제작진 인터뷰 | - 모든 에피소드에 대한 코멘터리 - 펜들턴 워드의 성우진과 제작진 인터뷰 |
| 발매 날짜                                                                          |                                                                                    |                                                                        |                                                                        |
| 지역 코드 1                                                                        | 지역 코드 4                                                                        | 지역 코드 A                                                            | 지역 코드 B                                                            |
| 2013년 6월 4일                                                                     | 2013년 9월 4일                                                                     | 2013년 6월 4일                                                         | 2013년 9월 4일                                                         |